# Кальман Олександр Григорович
Олександр Григорович Кальман (24 листопада 1952, Запоріжжя, Українська РСР, СРСР — 19 грудня 2013, Київ, Україна) — радянський та український вчений-правознавець, спеціаліст у галузі кримінології. Доктор юридичних наук (2006), професор (2006), старший радник юстиції. З середини 2000-х років був професором кафедри кримінології та кримінально-виконавчого права Національної юридичної академії України імені Ярослава Мудрого, а потім професором та завідувачем кафедри кримінально-правових дисциплін Національної академії прокуратури України.

## Біографія
Олександр Кальман народився 24 листопада 1952 року у Запоріжжі Української РСР. Вищу освіту здобув у Харківському юридичному інституті імені Ф. Е. Дзержинського, який закінчив у 1978 році. Протягом року після закінчення ВНЗ працював на посаді стажера у Шевченківській районній прокуратурі міста Запоріжжя. Потім, у 1979 році повернувся до свого рідного ВНЗ, де став асистентом, а потім і старшим викладачем на кафедрі кримінології та виправно-трудового права.
У 1986 році у Харківському юридичному інституті імені Ф. Е. Дзержинського під науковим керівництвом доктора юридичних наук, професора І. М. Даньшина успішно захистив дисертацію на здобуття наукового ступеня кандидата юридичних наук на тему «Кримінологічна характеристика зґвалтувань». Офіційними опонентами на захисті виступили доктор юридичних наук, професор О. Б. Сахаров та доцент Е. Ф. Побегайло. У 1995 році Кальману було присвоєно вчене звання доцента і він обійняв однойменну посаду на кафедрі кримінології та виправно-трудового права (з червня 2000 року — кафедра кримінології та виправно-трудового права) Національної юридичної академії України імені Ярослава Мудрого.
В 1999 він вступив до докторантури, яку закінчив в 2001. Одночасно з навчанням у докторантурі (з 2000 по 2002 рік) керував роботою колективу проекту «А» спільної науково-дослідної програми АПрН України та Інституту юстиції Міністерства юстиції США. Закінчивши докторантуру, став поєднувати (до 2007 року) роботу у ВНЗ з роботою на посаді завідувача відділу загальної кримінології та кримінологічних досліджень у Науково-дослідному інституті вивчення проблем злочинності Академії правових наук України  . Протягом 2002—2003 років він був старшим стипендіатом-дослідником у Харківському центрі вивчення організованої злочинності, який базувався на базі ВНЗ, в якому він працював, і Центру вивчення транснаціональної злочинності та корупції при Американському університеті.
У 2004 році в Національній юридичній академії України імені Ярослава Мудрого Кальман успішно захистив дисертацію на здобуття наукового ступеня доктора юридичних наук на тему «Злочинність у сфері економіки України: теоретичні та прикладні проблеми попередження». Науковим консультантом даної роботи виступив доктор юридичних наук, професор І. М. Даньшин, а офіційними опонентами — доктори юридичних наук, професори М. І. Мельник, В. О. Туляков та В. І. Шакун. У тому ж році йому було присвоєно відповідний вчений ступінь і він був підвищений на посаді до професора кафедри кримінології та кримінально-виправного права, ще через два роки йому було присвоєно професорське вчене звання.
У 2007 році Кальман переїхав до Києва, де почав працювати в Національній академії прокуратури України. Обіймав посаду професора, а з 2008 року і до своєї смерті був завідувачем кафедри кримінально-правових дисциплін. Олександр Григорович помер 19 грудня 2013 року в Києві.
Він також займався громадською діяльністю, був членом ревізійних комісій Кримінологічної асоціації України та Союзу юристів України.
Кандидатська дисертація О. Г. Кальмана стала однією з перших наукових праць в українській кримінологічній науці на тему згвалтувань. Роботи Кальмана у сфері вивчення економічної злочинності, на думку О. З. Гладуна, стали значним внеском у розвиток досліджень цієї проблематики. Зокрема, у заслугу вченого ставилися розробка та визначення методологічних проблем кримінологічного прогнозування, планування та координації заходів, які мали протидіяти злочинам у галузі економіки. Також він висунув пропозицію про створення державного органу без правоохоронних функцій, діяльність якого мала бути спрямована на запобігання злочинності та корупції.
Будучи членом робочих груп при Кабінеті Міністрів України та Міністерстві юстиції України активно займався розробкою законодавчої бази, спрямованої на протидію злочинності.
Профессор Кальман займався підготовкою вчених: серед учнів були А. М. Бабенко, С. С. Мірошниченко (у обох — науковий консультант по докторській дисертації), Т. Є. Дунаєва, О. І. Зазимко, В. В. Пивоваров (у всіх — науковий керівник по кандидатській дисертації). Також він був членом вченої ради НДІ вивчення проблем злочинності. Був членом редакційних колегій журналу «Економіка і право» та збіркив наукових праць «Питання боротьби зі злочинністю» НДІ вивчення проблем злочинності.

## Нагороди
За свою діяльність з написання та видання навчальної літератури був неодноразово відзначений різними дипломами. У 2003 році був удостоєний премії Міністерства внутрішніх справ України «За розвиток науки, техніки та освіти» 2-го ступеня.